# Арктичний тип гірських порід
ТИП (СЕРІЯ, РЯД) ГІРСЬКИХ ПОРІД АРКТИЧНИЙ — серія базальтових та асоційованих з ними гірських порід Арктики. Займають проміжне положення між лужними породами атлантичних островів і вапняково-лужними породами тихоокеанських околиць.
Розповсюджені на островах Північного Льодовитого океану. Син. — породи (серія, ряд) бореального типу.